# Catherine Bardon
Catherine Bardon, née le 19 septembre 1965 à Lyon, est une romancière française. 
Elle partage son temps entre la France et la République dominicaine. Elle puise dans ce pays des Caraïbes une partie de son inspiration.

## Biographie

### Débuts
Catherine Bardon débute une carrière dans la communication comme formatrice. 
Elle est un temps pigiste dans le domaine du tourisme, de la culture et de l'art de vivre pour différents sites Internet et magazines. Elle participe à la rédaction de guides touristiques.
La République dominicaine, pays découvert à l'occasion de vacances, devient son pays d'adoption. Elle choisit d'y résider à mi-temps.

### La sagaLes Déracinés
De sa encontre avec Kurt Luis Hess (de) (1908-2010), une personnalité dominicaine, migrant allemand à l'époque nazie, elle rédige Les Déracinés, premier volume d'une saga historique vendue à plus de 600 000 exemplaires, adapté en bande dessinée en 2021.
En 2024, elle signe un préquel à sa série, Almah. Elle revient sur les jeunes années de son héroïne à Vienne, dans l'entre-deux-guerres.

### Romans biographiques
Dans Une femme debout (2024), Catherine Bardon évoque l'histoire de Sonia Pierre (1963-2011), fille de coupeurs de canne en République dominicaine, devenue avocate et activiste.

## Œuvre

### SérieLes Déracinés
1. Les Déracinés (1930–1961)
Paris : France loisirs, 2017, 741 p.  (ISBN 978-2-298-13690-6)
Paris : les Escales, coll. Domaine français, 2018, 607 p.  (ISBN 978-2-36569-331-8)
Paris : Pocket no 17348, 2019, 757 p.  (ISBN 978-2-266-28730-2), réédition, 2020, 757 p.  (ISBN 978-2-266-31237-0)
2. L'Américaine (1961-1967)
Paris : les Escales, coll. Domaine français, 2019, 464 p.  (ISBN 978-2-36569-444-5)
Paris : Éditions de Noyelles, 2020, 558 p.  (ISBN 978-2-298-15781-9)
Paris : Pocket no 17754, 2020, 585 p.  (ISBN 978-2-266-30045-2)
3. Et la vie reprit son cours (1967-1979)
Paris : les Escales, coll. Domaine français, 2020, 342 p.  (ISBN 978-2-36569-517-6)
Paris : Pocket no 18161, 2021, 379 p.  (ISBN 978-2-266-31541-8)
4. Un invincible été (1980-2013)
Paris : les Escales, coll. Domaine français, 2021, 419 p.  (ISBN 978-2-36569-563-3)
Paris : Pocket no 18545, 2022, 461 p.  (ISBN 978-2-266-32299-7)
5. Almah : une jeunesse viennoise (1911-1932) (préquel à la saga)
Paris : les Escales, coll. Domaine français, 2024, 185 p.  (ISBN 978-2-36569-917-4)
Paris : Pocket, 2025, 208 p.  (ISBN 978-2-266-35155-3)

- Les Déracinés : édition intégrale 1930-2013, Paris : les Escales, 2021, 2 volumes regroupant les quatre premiers tomes, sous coffret.  (ISBN 978-2-36569-672-2)

### Romans biographiques
- La Fille de l'ogre
  - Paris : les Escales, 2022, 398 p.  (ISBN 978-2-36569-694-4)
  - Éd. en grands caractères. Carrières-sur-Seine : À vue d'œil, coll. 16, 2023, 701 p.  (ISBN 979-10-269-0649-0)
  - Paris : Pocket no 18545, 2023, 504 p.  (ISBN 978-2-266-33302-3)
- Une femme debout, fanm vanyan.
  - Paris : les Escales, 2024, 271 p.  (ISBN 978-2-36569-831-3)
  - Paris : Pocket no 19472, 2025, 299 p.  (ISBN 978-2-266-34483-8)

### Beaux livres
- Lyon : la cité des lumières en 100 photos d'auteur, photographies Vincent Formica ; texte Xavier Delalaing, Anne Guinot, Catherine Bardon ; éd. Bertrand Dalin. Paris : Éd. Déclics, coll. Tranches de ville, 2009, 107 p.  (ISBN 978-2-84768-182-6)
- République dominicaine : terre métisse, textes de Catherine Bardon ; photographies de Denis Verneau. Porspoder : Géorama, coll. Un regard sur notre monde, 2010, 118 p.  (ISBN 978-2-915002-39-3)
- Amérique latine  : Julio Cortázar, Gabriela Mistral, Mario Vargas Llosa, Jorge Luis Borges, Pablo Neruda, racontés par Olivier Liron, Mélanie Sadler et Catherine Bardon. Paris : Plon, coll. Fidélio, 2022, 125 p.  (ISBN 978-2-259-31377-3) Pour Jean-Marie Chamouard, « le pèlerinage littéraire de Catherine Bardon, est saisissant : elle remonte en bus la côte péruvienne, un désert désolé qui conduit à Piura, la ville de la chaleur éternelle et des romans de Mario Vargas Llosa. Le lecteur a l'impression d'être du voyage. »[9]
- Dictionnaire insolite de l'Équateur, Catherine Bardon, Olivia Black. Paris : Cosmopole, coll. Dictionnaire insolite, 2023, 159 p.  (ISBN 978-2-84630-200-5)

### Bandes dessinées
- L'Extraordinaire Histoire de Masevaux et de sa vallée, scénario Catherine Bardon ; dessins Sylvain Bouillet ; couleurs Jérôme Alvarez. Strasbourg : Éd. du Signe, 2014, 46 p.  (ISBN 978-2-7468-3138-4)
- Les Déracinés, scénario Catherine Bardon d'après son roman ; dessin Winoc ; couleurs Bouët. Paris : Philéas, 2021, 111 p.  (ISBN 978-2-491467-15-9)

### Nouvelle
- Dans Des mots par la fenêtre : les écrivains se mobilisent pour les hôpitaux; Paris : Pocket no 18118, 2020.  (ISBN 978-2-266-31355-1)

### Traductions en langues étrangères
- En anglais : The Ogre's Daughter (Europa editions)[10]
- En italien : Flor de Oro (edizioni E/O)[11]
- En néerlandais : de familie Rosenheck, 1- De ontwortelden, 2- De Amerikaanse, 3- De terugkeer (Mozaiek)[12].

### Versions audio
- Les Déracinés (Les Déracinés # 1), lu par François Delaive, Audible Studios, 2019. Durée : 19 h 18.
- L'Américaine (Les Déracinés # 2), lu par Ludmila Ruoso, Audible Studios, 2019. Durée : 12 h 44.
- Un invincible été (Les Déracinés # 4), lu par Ludmila Ruoso, Audible Studios, 2021. Durée : 10 h 15.
- La Fille de l'ogre, lu par Ludmila Ruoso, Audible Studios, 2022. Durée : 10 h 39
- Almah : une jeunesse viennoise (Les Déracinés # 5), lu par Marie-Eve Dufresne, Lizzie, 2024. Durée : 3 h 40.
- Une femme debout, lu par Melissa Windal, Lizzie, 2024. Durée : 5 h 15.

### Guides touristiques
- République dominicaine, Le Petit Futé, coll. Country guide, 1994.

## Prix littéraires et distinctions

### PourLes Déracinés
- 2019 : Prix du premier roman, décerné lors du Festival du premier roman de Chambéry[13].
- 2019 : Prix des lecteurs, décerné par la bibliothèque de Loudéac Communauté − Bretagne Centre[14].

### PourLa Fille de l'ogre
- 2024 : Prix La Boétie, décerné lors du Salon du livre du Grand Périgueux Livre en Fête, à Champcevinel[15],[16]

### PourUne femme debout
- 2024 : Finaliste Prix des Femmes de Lettres, organisé par l'association Cocktail & Culture, décerné au Salon des Femmes de Lettres à Paris[17].
- 2024 : Finaliste Prix Simone-Veil, organisé par l'association Cocktail & Culture[17].
- 2024 : Sélection Prix Gisèle Halimi, organisé par l'Association des Avocats Franco-Tunisiens[18].